# Морозова, Нелли Александровна
Не́лли Алекса́ндровна Моро́зова (31 марта 1924, Челябинск — 24 ноября 2015, Москва) — российский киносценарист, редактор, мемуарист.

## Биография
Родилась 31 марта 1924 года в Челябинске в семье журналиста Александра Моррисона.
В 1931 году переехала с семьёй в Таганрог, куда её отец Александр Моррисон был направлен «поднимать» газету «Таганрогская правда».
В 1947 году окончила сценарный факультет ВГИКа.
В 1970-х годах Нелли Александровна Морозова написала книгу «Мое пристрастие к Диккенсу», написала как семейные воспоминания, вовсе не предполагая её издать в обозримом будущем. Книга выдержала три издания, в 1990, 2011 и 2022 году.
Умерла 24 ноября 2015 года в Москве. Похоронена рядом с мужем на кладбище в Переделкино.

## Киносценарии
- 1955 — «Море зовёт» (совм. с В. Морозовым)
- 1987 — «Разорванный круг» (совм. с В. Бахновым)

## Книги
- Морозова Н. А. Мое пристрастие к Диккенсу. — М.: Московский рабочий, 1990. — 256 с. — ISBN 5-239-00848-5.
- Морозова Н. А. Мое пристрастие к Диккенсу. Семейная хроника XX век. — М.: Новый хронограф, 2011. — 352 с. — ISBN 978-5-94881-170-3.[2]
- Морозова Н. А. Мое пристрастие к Диккенсу. Семейная хроника XX век. - М.: Издательство "Иллюминатор", 2022, 446 с. В составе книги также Воспоминания Н.А.Морозовой о Е.С.Гинзбург. ISBN 978-5-907488-12-0.

## Цитаты
- «Присутствие Нелли Александровны Морозовой возвращает смысл и достоинство словам „русский“ и „интеллигент“. Её далекая от публичности жизнь честного человека, думаю, многое изменила в нашей общей жизни. Её книга, каждая страница которой дорого оплачена, убедительно свидетельствует, что Диккенс сильнее Сталина»[4] — Олег Дорман, 2011.
- «Эта книга — свидетельство уникального духовного опыта, которого всегда недоставало в России. Культура, взращенная словом Истины, ещё не прижилась на нашей почве. Имея точные ориентиры (Диккенс один из них), человек способен выбрать крупицы правды из океана лжи, обрести надежду на грани отчаяния, найти выход из тупика. Так помог осиротевшей семье один из героев книги. Когда арестовали отца и почти все бывшие друзья в Таганроге отшатнулись от семьи, этот человек, встречаясь на улице с матерью, переходил на противоположную сторону и оттуда, чтобы слышали многие, кричал: „Здравствуйте, Вера Георгиевна! Ну, как там наши в тюрьме?“ Тот человек когда-то учился с Чеховым в одном классе»[2] — Александр Зорин, 2012.
- «Хотя автор демонстративно сосредотачивается именно на семейной истории (подзаголовок книги — семейная хроника), Сталин — почти полновесное действующее лицо. И дело не только в том, что, будучи дочкой расстрелянного по абсурдному обвинению редактора таганрогской газеты, она ему, „отцу и учителю народов“, предъявляет свой счет за боль, страх и ненависть „счастливого детства“ ссыльной безотцовщины. Дело и в том, что семейная история Морозовых постоянно сталкивает рядовых граждан страны с политической изнанкой эпохи»[3] — Елизавета Маньковская, 2013.

## Семья
- Морозов, Георгий Георгиевич (1880—1934) — дед, государственный и партийный работник.
- Моррисон, Александр Платонович (1902—1937) — отец, журналист, редактор газеты «Таганрогская правда».
- Морозова, Вера Георгиевна (1903—1991) — мать, советский скульптор.
- Бахнов, Владлен Ефимович (1924—1994) — муж, поэт, журналист, драматург, сценарист.
- Бахнов, Леонид Владленович (1948) — сын, российский филолог, прозаик, критик[5].